# NGC 4567/8
NGC 4567/8 oder KPG 347 oder VV 219 sind zwei Spiralgalaxien im Virgo-Cluster im Sternbild Virgo. Die Galaxien werden auch "The Butterfly Galaxies" oder "The Siamese Twins" genannt (letzterer Name wird laut NASA wegen des diskriminatorischen Inhalts nicht mehr benutzt). Es wird angenommen, dass sich das Paar in einem frühen Stadium der Interaktion befindet.

## Beobachtungsgeschichte
Das Objekt wurde am 15. März 1784 vom britischen Astronomen William Herschel entdeckt. Am 20. Januar 1990 wurde von Saul Perlmutter und Carl Pennypacker in NGC 4568 die Supernova SN 1990B vom Typ Ib entdeckt. Am 10. Juni 2004 wurde im Rahmen des Lick Observatory Supernova Survey in NGC 4568 mit SN 2004cc eine Supernova vom Typ Ic entdeckt. Am 31. März 2020 entdeckte die Zwicky Transient Facility die Supernova SN 2020fqv in NGC 4568. Am 14. Mai 2023 erfolgte dort die Entdeckung der Supernova SN 2023ijd.